# Свободная пирамида
Свободная пирамида (неофициальное название — «американка») — одна из дисциплин игры в пирамиду (русский бильярд). Как и остальные дисциплины пирамиды, возникла и в настоящее время наиболее популярна на территории бывшего СССР.

## Основные правила
В игре соблюдаются «общие правила» русского бильярда, при этом существует ряд особенностей. Цель игры, как и в большинстве других видов русского бильярда — первым забить 8 шаров.

### Шары
В игре используются 16 шаров. Любой из них может быть как битком, так и прицельным шаром. Перед началом игры 15 шаров собирают в форме треугольной пирамиды. Передний шар находится на задней отметке стола, а основание пирамиды располагается параллельно короткому борту.

### Игра
Начальный удар (разбой) выполняется с руки из дома. 
Играть может любой прицельный шар или биток от прицельных шаров. «Заказывать» удар не требуется. При правильном ударе засчитываются все забитые шары. Удар считается правильным, если не нарушены другие пункты правил игры и дополнительные условия её ведения.

### Выставление шаров
Единичный шар ставят на заднюю отметку. При нескольких выставляемых шарах их устанавливают в произвольном порядке по линии выставления от задней отметки к заднему борту. Шары должны располагаться как можно ближе друг к другу, при этом не соприкасаясь. Если другие шары мешают их выставлению, то выставляемые шары располагают примерно по той же линии как можно ближе к задней отметке (насколько это возможно), так, чтобы они располагались по возможности ближе к мешающим шарам (но не соприкасаясь).

### Штрафы
Если один из соперников нарушает правила, неправильно забитые (или выскочившие) шары выставляются на стол, и после этого второй игрок на свой выбор просто снимает себе любой шар. Он называется штрафным. Также оппонент нарушителя имеет право сам сделать следующий удар или уступить его сопернику. При этом он не может играть выставленные шары. Определение штрафов в Американке практически идентично с соответствующим разделом общих правил русского бильярда. Игрок снимает любой шар и делает удар, если у противника:
- шар не соприкоснулся ни с одним из других шаров;
- при ударе происходит пропих;
- при ударе ни один шар не соприкоснулся с бортом два раза, либо не было одного соударения с бортом и перекатом на другую часть стола.